# Gaillardia doniana
Gaillardia doniana là một loài thực vật có hoa trong họ Cúc. Loài này được (Hook. & Arn.) Griseb. mô tả khoa học đầu tiên năm 1874.